# 1621
| 1621               |
| ------------------ |
| Dødsfald - Fødsler |
|                    |

| Gregoriansk kalender | 1621 MDCXXI             |
| Ab urbe condita      | 2374                    |
| Armensk kalender     | 1070 ԹՎ ՌՀ              |
| Kinesiske kalender   | 4317 – 4318 庚申 – 辛酉 |
| Etiopisk kalender    | 1613 – 1614             |
| Jødisk kalender      | 5381 – 5382             |
| Hindukalendere       |                         |
| - Vikram Samvat      | 1676 – 1677             |
| - Shaka Samvat       | 1543 – 1544             |
| - Kali Yuga          | 4722 – 4723             |
| Iransk kalender      | 999 – 1000              |
| Islamisk kalender    | 1030 – 1031             |

Konge i Danmark: Christian 4. 1588-1648.
Se også 1621 (tal)

## Begivenheder
- Jens Munk drager ud for at finde Nordvestpassagen, vejen til Indien nord om Amerika
- 9. februar - Pave Gregor 15. tiltræder indtil sin død 8. juli 1623, efter Pave Paul 5.
- 26. juni – Danmarks eneste adelige troldkvinde, Christence Kruckow, henrettes med sværd.
- 16. november – Paven bekendtgør, at januar er årets første måned. Hidtil har året begyndt med marts. Det er årsagen til, at september er den 9. måned, selv om "sept" egentlig står for "7". Tilsvarende med årets følgende måneder.

## Født
- 9. marts - Egbert van der Poel, hollandsk kunstmaler (død 19. juli 1664).
- 9. marts - Niels Jørgensen Seerup, dansk rektor og præst (død 1685).
- 8. juli - Leonora Christina Ulfeldt, datter af Christian 4. (død 16. marts 1698).
- 8. juli - Jean de La Fontaine, fransk digter (død 13. april 1695).

## Dødsfald
- 28. januar - Pave Paul 5. fra 16. maj 1605 til sin død (født 17. september 1552).
- 26. juni - Christence Kruckow, dansk trolddomsanklaget jomfru af adelig slægt (henrettet, fødsel ukendt).